# Luis García Conde
Luis García Conde (Toledo, 24 aprile 1979) è un ex calciatore spagnolo, di ruolo portiere.

## Carriera
Nella stagione 1999-2000 militò nell'Atlético Madrid B, in Segunda División.
Manuel Rubio fu il portiere titolare, García esordì il 6 maggio 2000 con l'Atlético Madrid B in una partita vinta per 2-1 contro il Club Deportivo Tenerife. Scese in campo anche nella partita successiva, in cui la squadra della capitale fu sconfitta per 3-1 dallo Sporting de Gijón, e in occasione del pareggio a reti inviolate contro il Mérida all'ultima giornata di campionato. La squadra arrivò al 17º posto ma retrocesse in Segunda División B in seguito alla contemporanea retrocessione in Segunda División dell'Atlético Madrid.
Nella stagione 2001-2002 tornò in Segunda División con lo Xerez. Nella squadra andalusa, allenata dal tedesco Bernd Schuster, alla prima esperienza da allenatore in Spagna, si alternò come portiere titolare con Ramón Martí. La squadra arrivò al quarto posto, sfiorando la prima promozione in massima serie della sua storia, e a fine stagione García lasciò il club.

## Palmarès
- Supercoppa di Spagna: 1

Real Saragozza: 2004